# Pagastia hidakamontana
Pagastia hidakamontana är en tvåvingeart som beskrevs av Hideki Endo 2004. Pagastia hidakamontana ingår i släktet Pagastia och familjen fjädermyggor. Inga underarter finns listade i Catalogue of Life.